# Aš al-Malik
Aš al-Malik (arapski: النشيد الوطني السعودي) - himna Saudijske Arabije prvi put službeno usvojena 1950. godine, a zatim ponovno 1984. godine s promjenom u stihovima. 
Prvi skladatelj bio je Abdul-Rahman al-Khateeb (arapski: عبد الرحمن الخطيب). Seraj Omar (arapski: سراج عمر) kasnije je doradio prvu inačicu. Izvorni tekst napisao je Muhamed Talat (محمد طلعت). Novi tekst (1984.) napisao je Ibrahim Khafaji (إبراهيم خفاجي).
Instrumentalna verzija zove se "Kraljevski pozdrav", što je ujedno i naziv svečanosti u kojoj se pozdraljaju stariji članovi kraljevske obitelji, kao i diplomati.
Tekst himne slavi veličinu Saudijske Arabije, poziva na podizanje zastave, slavi Alaha i izražava želje za dugim životom kralja Saudijske Arabije.

## Tekst
| Arapski | Transkripcija | Engleski | Hrvatski |
| --- | --- | --- | --- |
| سارعي للمجد و العلياء مجدي لخالق السماء و ارفعي الخفاق أخضر يحمل النور المسطر رددِ الله أكبر ياموطني موطني عشت فخر المسلمين عاش الملك للعلم و الوطن | Sarei Lil Majd Walalya Majjedi Le Khaleg Assama Warfai El Khaffag Akhdar Yahmil Annoor al mosattar Raddedy Allah Wakbar Yamawteni Mawtenii isht Fakhr Al Moslemeen Aash Al Maleek Lelalam Walwatan! | Hasten To glory and supremacy, Glorify the Creator of the heavens! And raise the green flag Carrying the emblem of God. God is the greatest! O my country! My country, Live as the glory of Muslims! Long live the King For the flag And the homeland ! | Požurite na slavu i nadmoć, Slavite Stvoritelja nebesa! I podignite zelenu zastavu koja Nosi Božji znak. Bog je najveći! Moja zemljo! Moja zemljo, Živi kao slava muslimana! Nek' dugo živi kralj za zastavu i domovinu! |